# Cuy (cobaye)
Cobaye géant
Pour un article plus général, voir Cavia porcellus.
Pour les articles homonymes, voir Cobaye et Couille.
Pour l’article ayant un titre homophone, voir QI (homonymie).
Le cuy (du quechua : quwi, « cobaye ») est la forme géante du mammifère rongeur appelé Cochon d'Inde (Cavia porcellus).
Une race est diversement reconnue sous le nom de cobaye géant européen. Elle est destinée tout d'abord à la consommation humaine et sélectionnée traditionnellement dans les fermes et les élevages sud-américains pour ses proportions hors normes. Il faut prendre garde à la confusion fréquente qui est faite entre le cuy, qui désigne en espagnol n'importe quel cobaye sauvage ou domestique, et ce gros animal que les amateurs de nouveaux animaux de compagnie (NAC) nomment « cuy » pour le distinguer du cochon d'Inde normal. C'est vers la fin du XXe siècle que cette forme géante a commencé à se répandre en Europe comme animal de compagnie. Plutôt craintif, ce très gros cochon d'Inde est réservé toutefois à des amateurs avertis, séduits par son gabarit exceptionnel, mais aussi en mesure de lui procurer un environnement adapté. Ces cobayes peuvent en effet mesurer jusqu'à 50 cm et peser 4 kg quand un cochon d'Inde classique ne dépasse guère 1,5 kg. C'est principalement en Belgique et aux Pays-Bas que les pionniers ont commencé à l'apprivoiser réellement et entrepris la sélection dans le but esthétique d'en faire une race aux standards bien précis, destinée à l'agrément et aux concours de beauté.

## Description

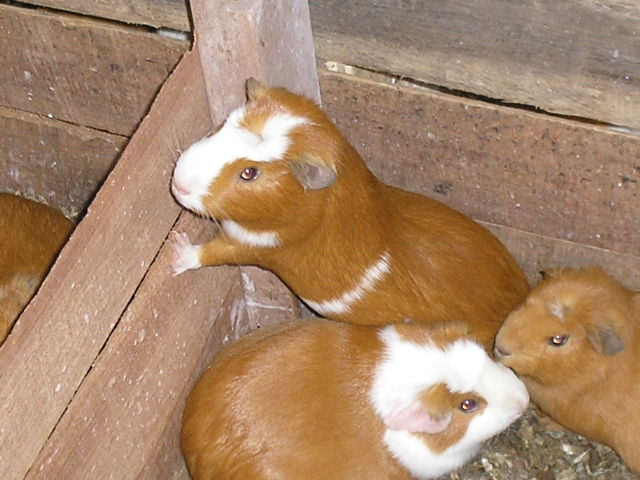
Cuys dans un élevage de Cuzco.

À l'origine, le cuy est un animal de ferme qui a été sélectionné pour sa viande, et non pour sa beauté ou sa longévité. D'aspect massif et à l'ossature solide, il a une tête plus importante et un nez plus gros que le cochon d'Inde ordinaire. Les individus peuvent présenter des robes d'aspect divers avec des variations de couleurs et de pelage : poil court, long ou à rosettes. Ces cuys destinés à l'alimentation humaine sont sélectionnés de préférence dans des couleurs claires, comme le blanc et le crème, car ce sont des teintes répondant mieux à la demande des consommateurs pour qui une viande à la peau foncée est moins attractive. Descendant d'un petit nombre d'animaux d'Amérique du Sud, les spécimens d'élevage européens ont encore évolué, multipliant ainsi le nombre de nuances et types de pelage.
En Amérique du Sud, principalement chez les cuys à poil long, on rencontre fréquemment des individus qui présentent une polydactylie, c'est-à-dire avec des doigts en trop. Ce n'est pas un handicap car ces doigts sont le plus souvent bien formés. D'après une superstition amérindienne, ces animaux étaient considérés comme particulièrement prolifiques. Dans les grandes fermes d'élevage d'aujourd'hui, on fait de plus en plus attention à ces anomalies. En Europe et en Amérique du Nord on tente de faire disparaître ce qui est considéré comme des défauts héréditaires.
Contrairement aux cobayes normaux, qui en un an atteignent un poids d'environ 1 kg, dans de rares cas jusqu'à 1,5 kg, un cuy doit donner 1 kg de viande à l'âge de quatre mois. Le poids final d'un cuy est de 2 à 3 kg. La longueur du corps d'un adulte est en moyenne de 27 à 35 cm. Les cobayos (du tupi cobayo, cobaye), comme on les nomme au Pérou, peuvent même atteindre une longueur de 50 cm et un poids de 4 kg.
Il convient d'attendre que les femelles pèsent au moins 1 kg pour les utiliser pour la reproduction. Comme tous les cochons d'Inde, la période de gestation est de 68 à 73 jours, ce qui est très long pour un mammifère de cette taille, mais dans l'ensemble ils sont moins prolifiques. Le nombre de jeunes par portée varie de 1 à 8 petits, dont le poids unitaire à la naissance va de 130 à 250 g, selon la taille de la portée, contre 80 à 150 g chez le cochon d'Inde.
Le cuy ne vit en moyenne pas plus de 2 à 3 ans, moins qu'un cochon d'Inde normal, car son métabolisme est fortement sollicité étant donné sa sélection pour une croissance rapide.

## Histoire
Les cuys sont originaires d'Amérique du Sud. Comme le cochon d'Inde ordinaire, cette forme est issue de la domestication à l'époque précolombienne du cochon d'Inde sauvage, Cavia aperea. Le cobaye est élevé traditionnellement dans les Andes pour sa chair,, en particulier en Équateur, au Pérou et en Bolivie.
Le cuy a été ensuite sélectionné dans les élevages sud-américains, à partir des cochons d'Inde les plus grands. Comme les lapins, ils y sont engraissés dans des enclos dans le but d'être consommés.
Vers le début du XXIe siècle, certains de ces cobayes géants ont commencé à être adoptés et élevés comme animaux de compagnie en Amérique du Nord et en Europe.

## Élevage pour la chair
Les cochons d'Inde sont consommés dans la Cordillère des Andes, au Pérou, en Bolivie, en Équateur et en Colombie. Au Pérou, on consomme jusqu'à 65 millions de cochons d'Inde par an, dont une partie seulement sont des cuys géants. La plupart des animaux mangés au Pérou pèsent entre 500 et 600 g, mais les éleveurs sélectionnent à présent des cochons d'Inde d'environ 1 kg.

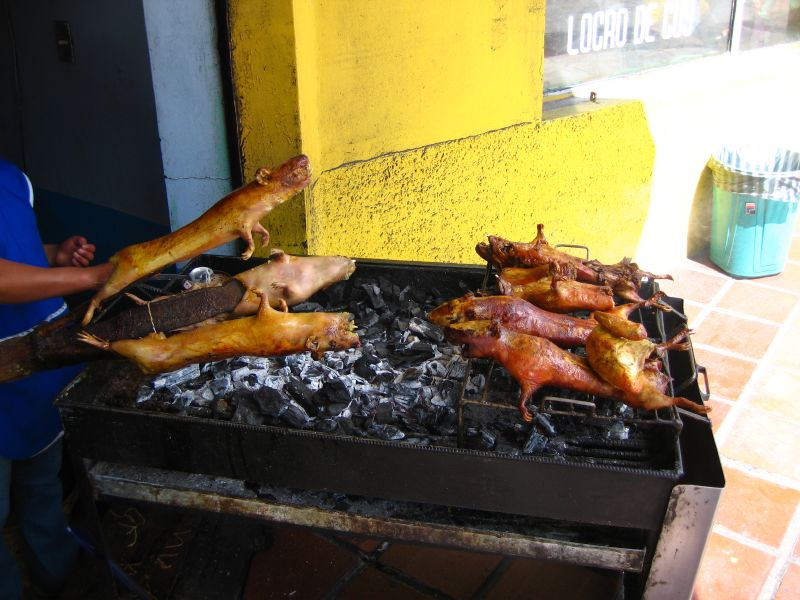
Cuys servis grillés en Équateur.
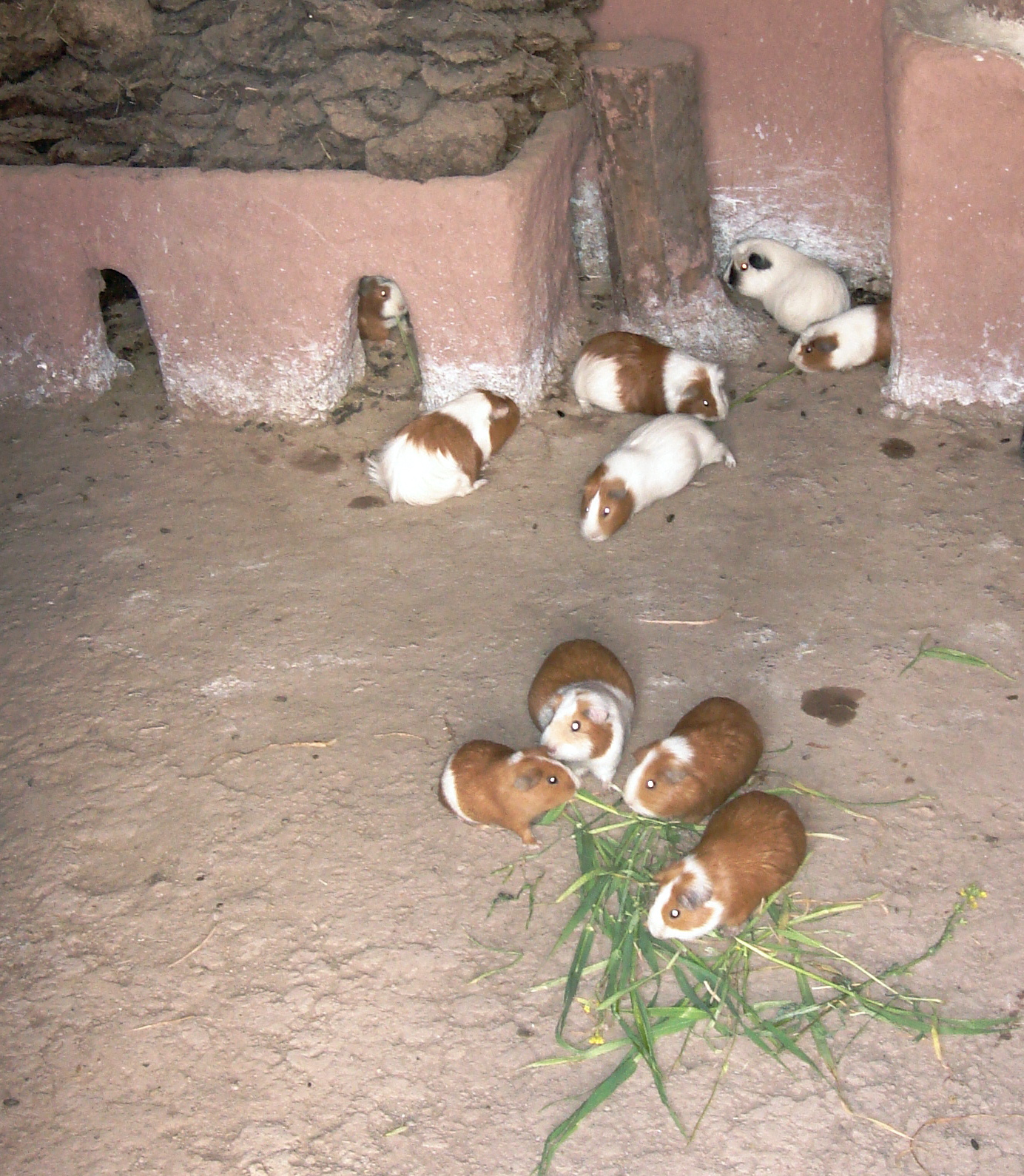
Élevage de ferme traditionnelle, sous le foyer de la cuisine.
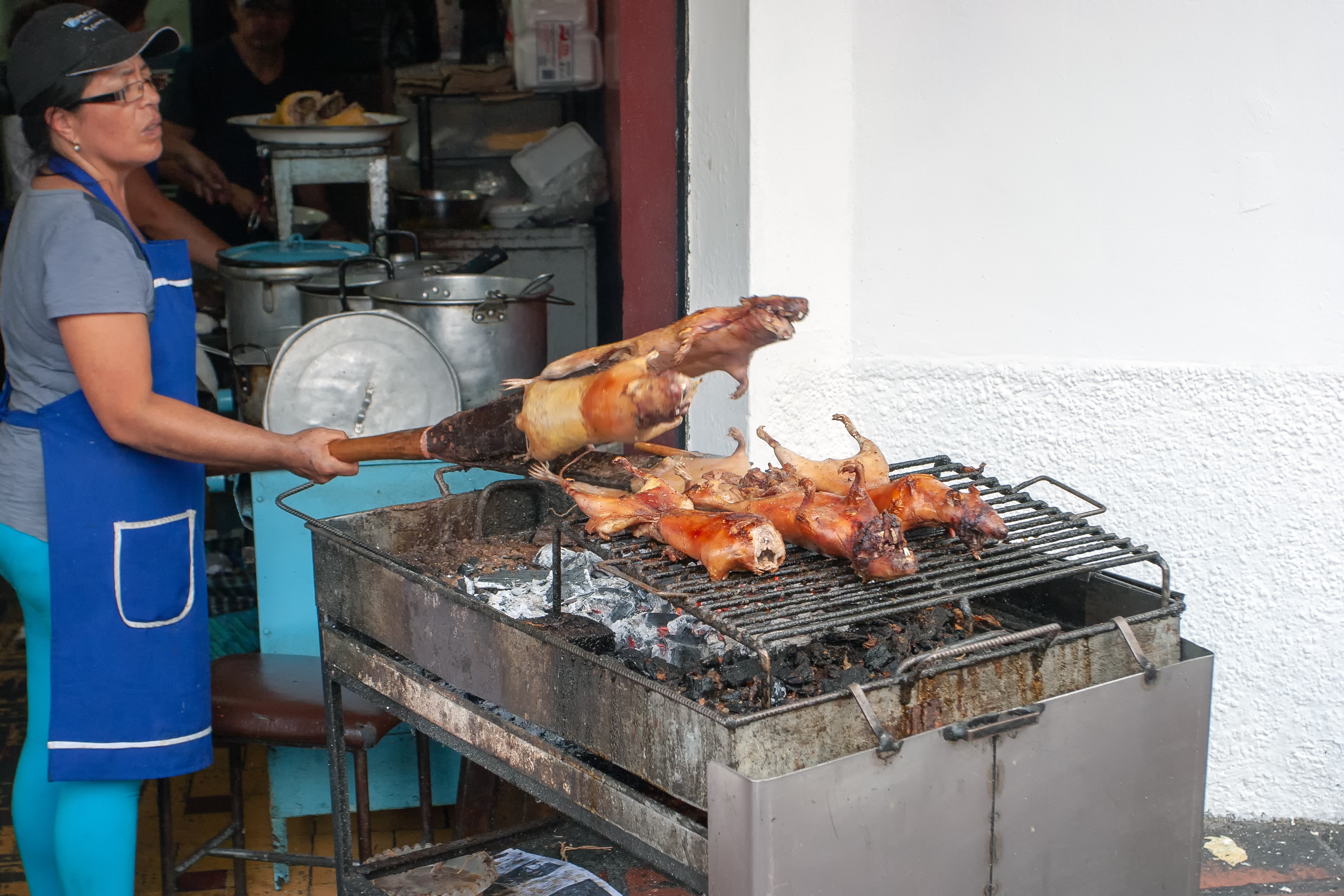
Grillade de cuys devant une boutique à Baños, Équateur. Décembre 2014.

L'élevage du cuy est assez simple. C'est un animal rustique et bien adapté à la vie en haute altitude. Ces rongeurs sont par conséquent souvent élevés dans des petites exploitations ou dans des fermes familiales. Pour la population rurale, c'est encore un aliment courant et une source importante de protéines. On nourrit principalement ces animaux avec des déchets de cuisine, ce qui en fait un plat accessible même aux plus pauvres. Par ailleurs, des cuys sont servis dans les restaurants de villes comme Lima, Cusco et Arequipa. On mange aussi toujours des cobayes lors des mariages traditionnels péruviens. Leur goût rappelle celui du lapin.

### Plats
L'une des recettes traditionnelles du Pérou s'appelle le Cuy chactao, alors que dans le département bolivien de Cochabamba, on y prépare le Ch'anqa de conejo.

## Médecine traditionnelle
En médecine traditionnelle, bien que ce soit désormais officiellement interdit, des cuys sont encore parfois utilisés dans les rites de guérison : un cuy vivant est promené sur le corps du patient ; il est supposé s'agiter lorsqu'il atteint l'endroit malade. Les guérisseurs tuent ensuite l'animal et l'ouvrent pour établir leur diagnostic en regardant ses entrailles. Ce sont les cuys de couleurs foncée, moins recherchés, qui sont utilisés à cette fin.

## Race d'agrément
En 2005, un standard pour la race de « cobaye géant européen » était déjà en cours d'élaboration aux Pays-Bas. En France, l'Association nationale des éleveurs de cobayes (ANEC) n'a pas agréé officiellement cette race, ses standards s'attachant principalement à la robe des spécimens présentés. Elle fait néanmoins la distinction dans ses publications entre le cobaye ordinaire, ou cochon d'Inde, et ce cobaye géant que les amateurs désignent par son nom indigène de cuy.
Les cuys ne conviennent pas comme animaux de compagnie pour tout le monde. Ils sont plus farouches que les cochons d'Inde, surtout les jeunes. En présence de bruits inattendus ou de mouvements brusques, les animaux réagissent vivement, avec des mouvements de panique tels que cela peut provoquer des blessures, surtout dans un enclos de groupe. Les cuys ont donc besoin d'un environnement calme, ce qui exclut d'en faire des animaux de compagnie destinés à des enfants en bas âge. Ils ont aussi besoin d'un espace un peu plus grand pour s'ébattre et si possible d'un enclos extérieur en été. En Allemagne, les cuys sont détenus principalement par des amateurs éclairés, mais ils ne sont pas encore disponibles à l'achat dans les animaleries.
Il faut accorder une attention particulière à leur alimentation quand on en fait des animaux de compagnie pour qu'ils ne deviennent pas obèses. S'ils prennent trop rapidement du poids, leur système cardio-vasculaire et leur foie sont trop sollicités. Cela peut provoquer des maladies graves. Ainsi les granulés destinés aux cobayes ordinaires sont trop riches comme nourriture exclusive, bien que le cuy ne mange pas plus qu'un cochon d'Inde du même âge. Seule une alimentation riches en végétaux et en foin leur garantira un apport nutritionnel raisonnable.
L'accouplement des cobayes ordinaires avec des cuys est possible, mais dangereux. Croiser un énorme cuy mâle avec une femelle cochon d'Inde à des fins esthétiques, fait courir un risque extrêmement élevé de complications pendant la grossesse et à la mise bas (déchirure de l'utérus, avortement, décès). L'inverse aurait les mêmes effets négatifs au niveau de la descendance qui, de toute façon, donne très vite des cochons d'Inde de taille ordinaire.

## Le cuy dans la culture
Le cuy a été utilisé par une association (Cancer Testiculaire Canada) dans une vidéo décalée pour promouvoir l'auto-dépistage du cancer du testicule. Cette vidéo utilise la prononciation espagnole de cuy (/kuj/ au lieu de /kɥi/ en français) pour créer une métonymie entre l'animal et les gonades masculines.